# Степок (Запорожская область)
Степок (укр. Степок) — село,
Кирилловский поселковый совет,
Акимовский район,
Запорожская область,
Украина.
Код КОАТУУ — 2320355405. Население по данным 1987 года составляло 30 человек.
Село ликвидировано в 2004 году .

## Географическое положение
Село Степок находилось на Федотовой косе на расстоянии в 8 км от пгт Кирилловка.

## История
2004 год — село ликвидировано  и присоединено к пгт Кирилловка.